# Microcaryum turkestanicum
Microcaryum turkestanicum är en strävbladig växtart som beskrevs av A. Brand. Microcaryum turkestanicum ingår i släktet Microcaryum och familjen strävbladiga växter. Inga underarter finns listade i Catalogue of Life.